# زفونيمير بوبان

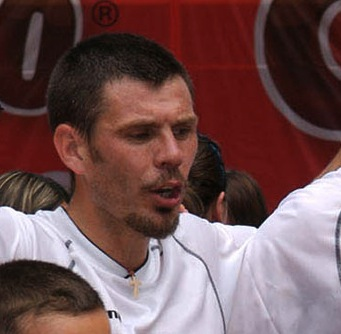
زفونيمير بوبان

زفونيمير بوبان من مواليد 8 أكتوبر 1968 في أموتسكي في كرواتيا، لاعب كرة قدم كرواتي، بدأ مسيرته مع نادي دينامو زغرب، وقد لعب دورا كبيرا في فوز منتخب يوغسلافيا السابقة في كأس العالم 1987 تحت 17 عاما، وقد اعتبر مستقبل كرة القدم في البلاد في تلك الفترة، وقد انتقل إلى نادي إيه سي ميلان في عام 1991، وأعير إلى نادي باري لكي يتأقلم مع طريقة اللعب في إيطاليا،
وبعد موسم واحد عاد إلى إيه سي ميلان، حيث قضى معهم تسع سنوات مليئة بالنجاح، فقد ساعد النادي على الفوز بلقب دوري أبطال أوروبا عام 1994، وفاز بلقب الدوري الإيطالي أربع مرات، وفي عام 2001 ووسط حدوث تغيرات كبيرة في نادي إيه سي ميلان أعير إلى نادي سلتا فيغو الإسباني، ولعب لهم موسم واحد وبعدها اعتزل كرة القدم. وقد ساعد بوبان منتخب كرواتيا لكرة القدم على الحصول على المركز الثالث في كأس العالم 1998، وقد لعب بوبان 51 مباراة دولية مع منتخب بلاده وسجل 12 هدفا.

## وصلات خارجية
- زفونيمير بوبان على موقع الاتحاد الدولي (مؤرشف)  (الإنجليزية)
- زفونيمير بوبان على موقع الاتحاد الأوربي (الإنجليزية)
- زفونيمير بوبان على موقع اتحاد كرواتيا (الكرواتية)
- زفونيمير بوبان على موقع قاعدة بيانات كرة القدم.إي يو (الإنجليزية)
- زفونيمير بوبان على موقع ناشيونال فوتبول تيمز (الإنجليزية)
- زفونيمير بوبان على موقع Soccerway.com (الإنجليزية)
- زفونيمير بوبان على موقع عالم كرة القدم.نت (الإنجليزية)
- زفونيمير بوبان على موقع GSA (الإنجليزية)